# Cassipourea leptoclada
Cassipourea leptoclada är en tvåhjärtbladig växtart som beskrevs av Louis René Tulasne. Cassipourea leptoclada ingår i släktet Cassipourea, och familjen Rhizophoraceae. Inga underarter finns listade i Catalogue of Life.